# Marco Pašalić
Marco Pašalić, född 14 september 2000, är en kroatisk-tysk fotbollsspelare som spelar för Rijeka.

## Klubbkarriär
I juni 2023 värvades Pašalić av Rijeka, där han skrev på ett fyraårskontrakt.

## Landslagskarriär
Pašalić debuterade för Kroatiens landslag den 18 november 2023 i en 2–0-vinst över Lettland.